# المغرب في الألعاب الأولمبية الصيفية 1968
شارك المغرب في دورة الألعاب الأولمبية الصيفية 1968، التي أقيمت في مدينة مكسيكو بالمكسيك، في الفترة الممتدة من 12 أكتوبر إلى 27 أكتوبر 1968. شارك المغرب في الأولمبياد بوفد رياضي قوامه 24 رياضيا في 4 ألعاب هي ألعاب القوى والملاكمة و كرة السلة والمصارعة.

لم يحصد المغرب أي ميدالية في هذه الدورة.
كان الملاكم الطاهر عزيز آنذاك أصغر مشارك ضمن الوفد المغربي (17 سنة و 329 يوما) بينما كان أكبر ممثلي المغرب سنا المصارع محمد موكريم بنمنصور (30 سنة و 202 يوما).

## الميداليات
| الرياضي | المنافسة | ذهبيةذهبية | فضيةفضية | برونزية |
| ------- | -------- | ---------- | -------- | ------- |
| المجموع | 0        | -          | -        | -       |

## الرياضيون المشاركون

### ألعاب القوى
رجال
| العداء       | المسابقة | النتيجة | الرتبة              |
| ------------ | -------- | ------- | ------------------- |
| حمادي بن حدو | 1500 متر | 4:01.70 | أقصي في نصف الهائي  |
| عمر غيزلات   | 400 متر  | 48.23   | أقصي من الدور الأول |
| حسن المش     | 100 متر  | 10.79   | أقصي من الدور الأول |

### الملاكمة
| الملاكم       | الوزن        | النتيجة              |
| ------------- | ------------ | -------------------- |
| محمد سرور     | الريشة       | أقصي من الدور الثاني |
| بوجمعة حيلمان | الذبابة      | أقصي من الدور الأول  |
| محمد بوشارة   | الوسط        | أقصي من الدور الثاني |
| الطاهر عزيز   | خفيف الذبابة | أقصي من الدور الثاني |
| لحسن أحيدوس   | الوسط        | أقصي من الدور الأول  |

### كرة السلة
نافس المغرب في المجموعة الثانية (التي ضمت 8 فرق) و أقصي من الدور الأول كآخر المجموعة، ثم انهزم في مقابلتي
الترتيب (57 ل 86) أمام الفليبين و (38 ل 42) أمام السنغال لينهي المنافسات في المركز 16 (الأخير).
اللاعبون
- عبد الرحمن الصبار
- المختار السيد
- مولاي أحمد رياض
- عبد الواحد بن سيامار ميمون
- عبد الرؤوف الغريسي
- خليل اليماني
- فاروق الديوري
- نور الدين الشرادي
- فتح الله البوعزاوي
- عبد الجبار بلكناوي
- علال بلقايد
- محمد العلوي

الدور الأول
| Team             | ف | خ | له  | عليه | فارق | Pts |
| ---------------- | - | - | --- | ---- | ---- | --- |
| الاتحاد السوفيتي | 7 | 0 | 642 | 408  | +234 | 14  |
| البرازيل         | 6 | 1 | 561 | 418  | +143 | 13  |
| المكسيك          | 5 | 2 | 493 | 443  | +50  | 12  |
| بولندا           | 4 | 3 | 473 | 504  | −31  | 11  |
| بلغاريا          | 3 | 4 | 456 | 478  | −22  | 10  |
| كوبا             | 2 | 5 | 514 | 532  | −18  | 9   |
| كوريا الجنوبية   | 1 | 6 | 453 | 530  | −77  | 8   |
| المغرب           | 0 | 7 | 355 | 634  | −279 | 7   |

|  |  | البرازيل | 98–52 | المغرب |  |  |

|  |  | الاتحاد السوفيتي | 123–51 | المغرب |  |  |

|  |  | المغرب | 59–77 | بلغاريا |  |  |

|  |  | المغرب | 38–86 | المكسيك |  |  |

|  |  | المغرب | 48–85 | بولندا |  |  |

|  |  | المغرب | 54–76 | كوريا الجنوبية |  |  |

|  |  | المغرب | 53–89 | كوبا |  |  |

مباريات الترتيب
|  |  | المغرب | 57–86 | الفلبين |  |  |

|  |  | المغرب | 38–42 | السنغال |  |  |

### المصارعة
- رحال محاسين
- خليفة كروان
- محمد كرموس
- محمد موكريم بنمنصور